# Machliny Małe
Machliny Małe – jezioro na Równinie Wałeckiej, położone w gminie Czaplinek, w powiecie drawskim, w woj. zachodniopomorskim. Jezioro znajduje się ok. 10 km na południowy wschód od miasta Czaplinek.
Według danych z 1991 roku powierzchnia lustra jeziora wynosi 27,7 ha, a znajduje się ono na wysokości 129,1 m n.p.m. Objętość wody w zbiorniku wynosi 1087,5 tys. m³. Maksymalna głębokość Machlin Małych sięga 9,0 m, a średnia głębokość wynosi 3,9 m.
Nad północnym brzegiem jeziora leży wieś Machliny, a także przebiega tam droga wojewódzka nr 163, która oddziela zbiornik od drugiego jeziora Machliny Wielkie. Bezpośrednio w zlewni występuje przewaga lasów.
W 2004 roku dokonano badań czystości wód jeziora, w których stwierdzono II klasę czystości oraz III kategorię podatności na degradację.
Od Machlin Małych do jeziora Byszkowo został ułożony rurociąg tłoczny, którym odbywa się pobór wód służący uzupełnieniu zasobów wodnych jeziora Byszkowo.
Od południowej strony do jeziora wpada struga Nieciecza, który wypływa od północnej strony do Machlin Wielkich.
Na wodach Machlin Małych obowiązuje zakaz używania jednostek pływających wyposażonych w silniki spalinowe.